# Majella Ziekenhuis

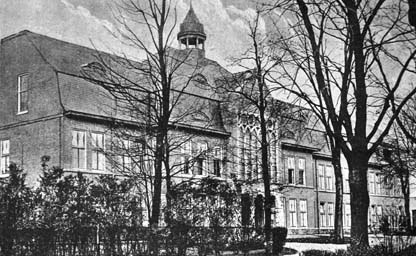
Het Majella Ziekenhuis rond 1919

Het Majella Ziekenhuis is een voormalig ziekenhuis in de wijk Het Spiegel in Bussum, vernoemd naar Gerardus Majella. Het ziekenhuis werd in 1990 afgebroken om plaats te maken voor de woonwijk Majellapark.
Het Majella ziekenhuis werd in 1910 opgericht met als financier en bestuurder Anton Dreesmann. Tijdens de Tweede Wereldoorlog verbleven op de afdeling Besmettelijke Ziekten veel Joodse "patiënten".